# Desmodora sphaerica
Desmodora sphaerica är en rundmaskart som först beskrevs av Hans August Kreis 1928.  Desmodora sphaerica ingår i släktet Desmodora och familjen Desmodoridae. Inga underarter finns listade i Catalogue of Life.